# 美丽网纹蚤
美丽网纹蚤（学名：Ceriodaphnia pulchella）为蚤科网纹蚤属的动物。分布于亚洲、欧洲、美洲以及中国大陆的广东、湖北、西藏、新疆等地，一般生活于澄清的湖泊、水库、池塘以及缓流的江河中。